# مسجد الأشراف
مسجد الأشراف أو مسجد أشراف آل مرعي هو مسجد تاريخي قد بني عام 1261 هـ، 1845 م.

## البناء
بني المسجد عام 1261 هـ من قبل إبراهيم بن عمر بن مرعي الحسيني البدري.

## الوصف
أبعاد المسجد تقدر بـ23 مترًا طولًا و 12 مترًا عرضًا و 5 أمتار ونصف ارتفاعًا, وتعتبر مئذنته الإسطوانية أحد أجمل المآذن الحجازية لما تتميز من فن معماري عربي عريق حيث يبلغ طولها 14 مترًا متخذه شكل المثمن خارجيًا و الاسطواني من الداخل و أعلاها مخروطي الشكل.

## المعمار
حافظ المسجد على طرازه المعماري العريق إذ تم بناؤه مرتكزًا على ثمانية أعمدة اسطوانية من الأحجار البحرية الرسوبية بالإضافة إلى كتل الشعب المرجانية وسقفه من الأخشاب المتينة بالإضافة إلى استخدام الخشب في بناء منبر أنيق يعود صنعه لنفس تاريخ بناء المسجد (1261 هـ، 1845م) 